# Monte Manaro

O monte Manaro é um vulcão localizado na ilha de Ambae, também chamada Aoba, em Vanuatu.